# Vanja Lantz
Ruth Vanja Lantz, född Gustafson den 18 oktober 1911 i Stockholm, död den 22 oktober 1992 i Sankt Matteus församling i Stockholm, var en svensk översättare från engelska och (i mindre utsträckning) från norska, danska, franska och tyska. Hon var verksam som översättare från 1939 och drygt fyra decennier framåt. Under dessa år översatte hon drygt 100 böcker, såväl fack- som skönlitteratur. Inslaget av enklare underhållningslitteratur var starkt, men hon anförtroddes också mera prestigefyllda uppdrag, såsom två böcker av 1962 års nobelpristagare John Steinbeck och de japanska författarna Yasunari Kawabata och Yukio Mishima (vilka hon, som brukligt var vid denna tid, översatte inte från japanska utan från tyska eller engelska).
Hon var dotter till Hjalmar Gustafson, journalist och socialdemokratisk politiker, och hans första hustru, redaktören och politikern Ruth Gustafson, samt gift med banktjänstemannen Åke Lantz.
Vanja Lantz är begravd på Skogskyrkogården i Stockholm.

## Översättningar (urval)
- John Gunther: Bakom Asiens murar (Inside Asia) (Wahlström & Widstrand, 1939)
- Aldous Huxley: Konsten att se (The art of seeing) (Wahlström & Widstrand, 1943)
- Hugues Panassié: Jazzmusik och swing (La musique de jazz et le swing) (Forum, 1945)
- Errol Flynn: Skeppsbrottet (Showdown) (Wahlström & Widstrand, 1947)
- Erich Maria Remarque: Den svarta obelisken: historien om en försenad ungdom (Der schwarze Obelisk) (översatt tillsammans med Birgitta Hammar) (Bonnier, 1957)
- John Steinbeck: Konung för en dag (The short reign of Pippin IV) (Bonnier, 1962)
- Yasunari Kawabata: Kyoto eller De unga älskande i den gamla kejsarstaden (Kyoto = Kyoto oder Die jungen Liebenden) (översatt ... från Walter Donats auktoriserade tyska översättning) (Bonnier, 1968)
- Yukio Mishima: Efter banketten (Utage no ato = After the banquet) (översättning från den amerikanska upplagan) (Bonnier, 1969)
- Laurie Lee: Jag gick mig ut i världen en sommarmorgon (As I walked out one midsummer morning) (Cavefors, 1970)
- Margaret Atwood: Ingreppet (Bodily harm) (Prisma, 1983)

## Priser
- Sveriges Författarfonds premium till personer för belöning av litterär förtjänst 1966, 1977
- Elsa Thulins översättarpris 1988